# دهماوية

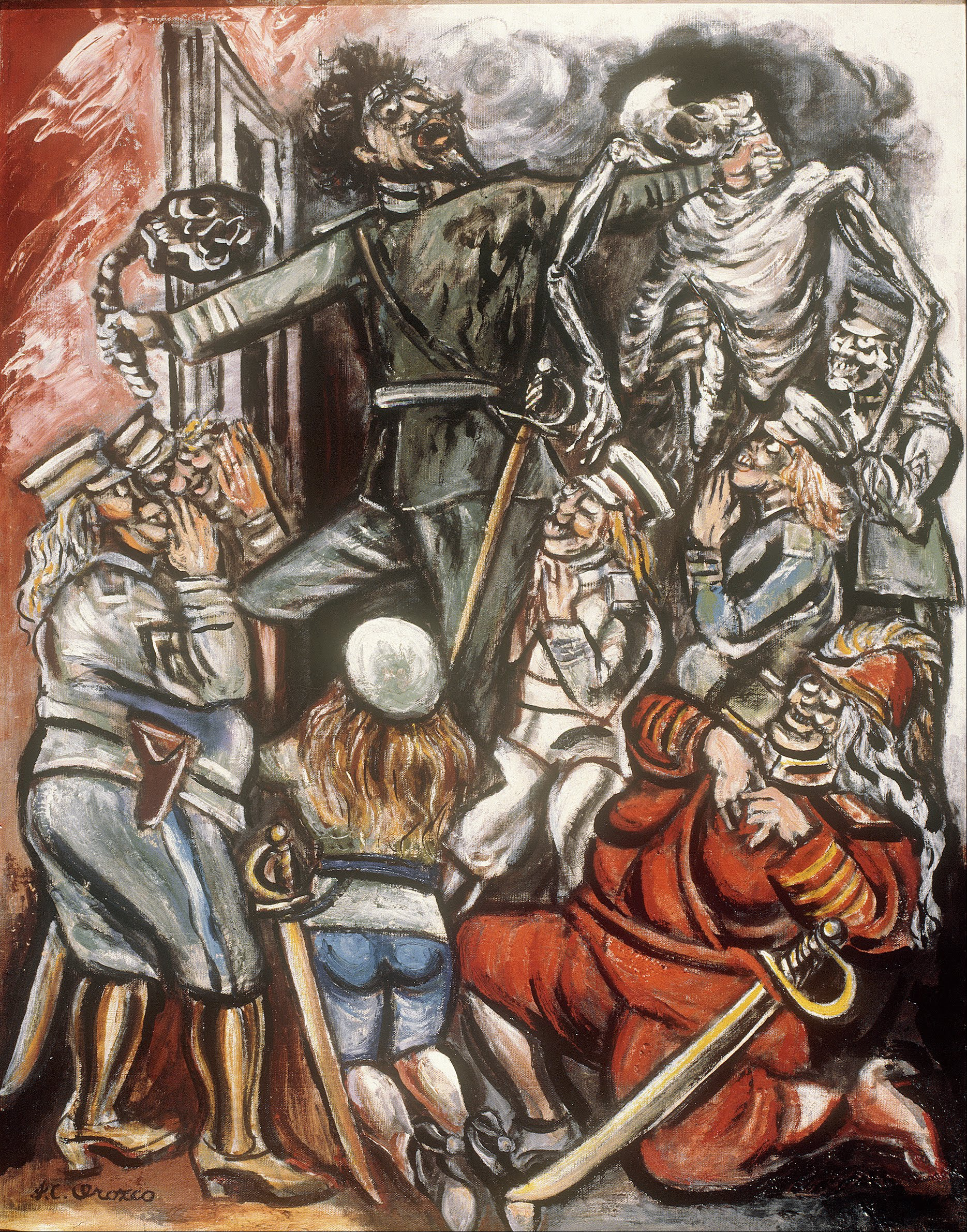
لوحة «الدهماوي» لخوسيه كليمنتي أوروزكو تعود إلى عام 1946

الدَّهْمَاوِيّة أو الدَّهْمَانيّة أو الغَوْغَائِيّة أو الدِّيماغُوجِيّة (الأخيرة من الإغريقية δημαγωγός (نقحرة: ديماگوگوس) وتعني الزعيم الشعبي أو زعيم الجماعة، وتتكون عن شقين: كلمة δῆμος (ديموس) وتعني الناس أو الجماعة أو مجالس العوام، وكلمة ἀγωγός (أگوگوس) وتعني القيادة أو الزعامة) وهي إستراتيجية لإقناع الآخرين بالاستناد إلى مخاوفهم وأفكارهم المسبقة. ويشير إلى إستراتيجية سياسية للحصول على السلطة والكسب للقوة السياسية من خلال مناشدة التحيزات الشعبية معتمدين على مخاوف وتوقعات الجمهور المسبقة، عادة عن طريق الخطابات والدعاية الحماسية مستخدمين المواضيع القومية والشعبية محاولين استثارة عواطف الجماهير.
أما اليوم فهي تدل على مجموعة الأساليب والخطابات والمناورات والحيل السياسية التي يلجأ إليها السياسيون في مواسم الانتخابات لإغراء الشعب أو الجماهير بوعود كاذبة أو خداعه وذلك ظاهريا من أجل مصلحة الشعب، وعمليا من أجل الوصول إلى الحكم. قد اعتاد الكثير من السياسيين اللجوء لاستخدام أساليب السفسطة واللعب على مشاعر ومخاوف الشعوب، ويعتبر بعض السياسيين أفضل من غيرهم وربما محترفون في ذلك. وعليه فهي خداع الجماهير وتضليلها بالشعارات والوعود الكاذبة. والديماجوجية هي أحد الأساليب الأساسية في سياسة الأحزاب البرجوازية. وهي موقف شخص أو جماعة يقوم على إطراء وتملق الطموحات والعواطف الشعبية بهدف الحصول على تأييد الرأي العام استنادا على مصداقيته. والديماغوجي هو الشخص الذي يسعى لاجتذاب الناس إلى جانبه عن طريق الوعود الكاذبة والتملق وتشويه الحقائق ويؤكد كلامه مستندا إلى شتى فنون الكلام وضروبه وكذلك الأحداث، ولكنه لا يلجأ إلى البرهان أو المنطق البرهاني لأن من حق البرهان أن يبعث على التفكير وأن يوقظ الحذر، والكلام الديماغوجي مبسط ومتزندق، يعتمد على جهل سامعيه وسذاجتهم واللعب على عواطفهم.